# CETP阻害薬

アナセトラピブ

エヴァセトラピブ

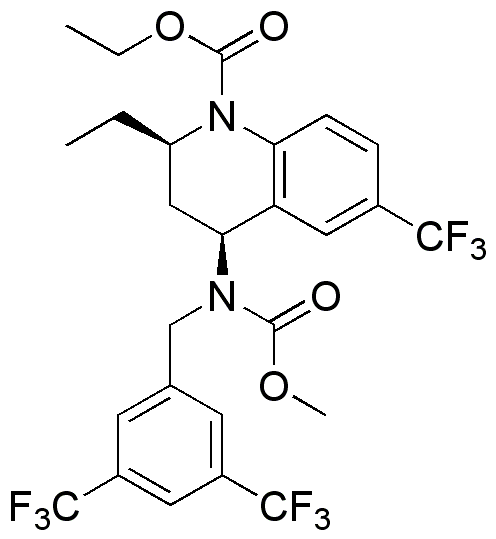
トルセトラピブ

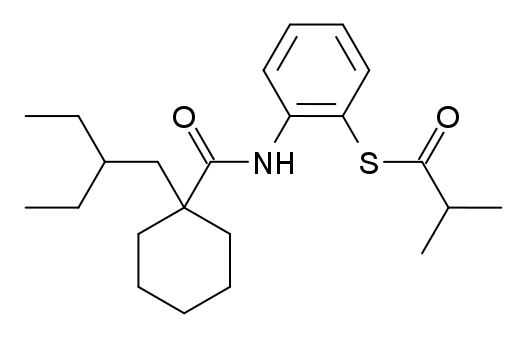
ダルセトラピブ

CETP阻害薬とは、コレステリルエステル転送蛋白（CETP）を阻害してHDLを増加、LDL・VLDLを減少させ、脂質異常症を治療しようとする医薬品である。これらの薬剤はHDLのコレステロール逆転送作用（「作用機序」参照）によりアテローム性動脈硬化症（心血管障害の一つ）の予防に寄与すると考えられる。
開発中の薬剤
- アナセトラピブ。第III相臨床試験実施中[5]。
- オビセトラピブ。第Ⅲ相臨床試験実施中。

開発中止された薬剤
- エヴァセトラピブ（英語版）。第II相臨床試験の結果が公表されている[6]。第III相臨床試験が実施されていたが、2015年10月に目標を達成できない事が明らかとなったとして開発中止が発表された[7]。
- トルセトラピブ。第III相臨床試験の結果、死亡例が増加したため、2006年12月に開発中止された。
- ダルセトラピブ（英語版）。第III相臨床試験で有用性を見出だせなかったため、2012年5月に開発中止された[8]。

## 作用機序
LDLは肝臓から末梢組織へコレステロールを運搬するリポ蛋白であり、俗に「悪玉コレステロール」と呼ばれる。一方HDLは末梢組織に蓄積したコレステロールを引き抜いて肝臓へ戻す（逆転送）作用やLDLの酸化変性を抑制する作用を有するため、「善玉コレステロール」と呼ばれる。CETPはHDLに存在する糖タンパク質の一種であり、HDLからLDLやVLDLへコレステロールを転送する。
CETP阻害薬はこの転送を阻止し、HDL（善玉コレステロール）を増加させ、LDL（悪玉コレステロール）を減少させる。しかし、下図からも判る通り、コレステロールを肝臓に取り込ませるのはHDL自身とは限らない。さらに、冠動脈疾患患者から採取したHDLは一部が酸化しており、LDL様の作用（内皮細胞での一酸化窒素産生抑制、活性酸素種の産生増加、内皮細胞への単球接着増加、傷害内皮の再生の抑制）をもたらすと考えられる。
以下の遺伝子、タンパク質、代謝はそれぞれの記事をリンクされている 
1. ↑  この双方向伝達経路地図はWikiPathwaysで編集できる: “Statin_Pathway_WP430”. 2014年5月7日閲覧。